# The Shoes That Danced
The Shoes That Danced is een Amerikaanse dramafilm uit 1918 onder regie van Frank Borzage.

## Verhaal
Het winkelmeisje Rhoda Regan is verliefd op Harmony Lad, de leider van een New Yorkse straatbende. Na twee moorden in een plaatselijk cabaret belooft Harmony Lad dat hij de bende zal verlaten en een zangcarrière zal nastreven. Hij accepteert een baan in het cabaret. De politie verwart hem echter met de nieuwe bendeleider en hij wordt alsnog gearresteerd.

## Rolverdeling
| Acteur            | Personage     |
| ----------------- | ------------- |
| Pauline Starke    | Rhoda Regan   |
| Wallace MacDonald | Harmony Lad   |
| Richard Rosson    | Stumpy Darcy  |
| Anna Dodge        | Mevrouw Regan |
| Ann Forrest       | Mamie Conlon  |
| Ed Brady          | Wedge Barker  |
| William Dyer      | Hogan         |